# John Comeaux
John Roosevelt Comeaux (Lafayette, 15 settembre 1943) è un ex cestista statunitense, professionista nella ABA.

## Carriera
Ha giocato al college con i Grambling State Tigers, ed in seguito per una stagione nella American Basketball Association (ABA) con i New Orleans Buccaneers.
È stato selezionato dai Chicago Bulls al sesto giro del Draft NBA 1966 (68ª scelta assoluta).